# Deere & Company

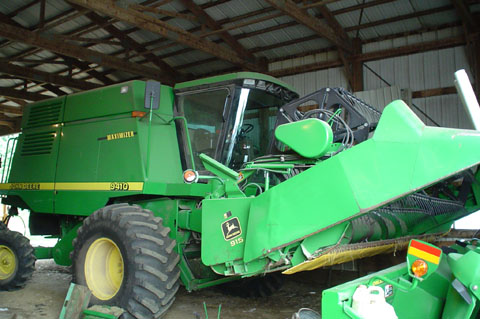
Kombajn John Deere

Deere & Company, známý především pod obchodní značkou John Deere, je americký strojírenský koncern zaměřený na výrobu zemědělské mechanizace, především kombajnů a traktorů.

## Původ firmy
Historie této tradiční americké značky začíná v polovině 19. století, kdy v roce 1837 mladý kovář jménem John Deere, pocházející ze státu Vermont, vykoval v Grand Detour ve státě Illinois první ocelový pluh.

## Sídlo
V roce 1848 převedl John Deere výrobu do města Moline, kde firma využívá výhodné polohy v těsné blízkosti řeky Mississippi. Zde má sídlo dodnes. V roce 1868, po pozvolném předání řízení firmy Johnovu synu Charlesovi, získala firma název Deere & Company.

## Výroba
Současný rozsah výroby společnosti Deere & Company již dávno překročil nejen hranice státu Illinois, kde se dodnes vyrábějí zejména sklízecí mlátičky (lidově kombajny). Ve městě Waterloo v Iowě se zase vyrábí traktory John Deere. Výrobky této firmy se stále víc objevují i mimo Ameriku a to v Evropě, Africe a Austrálii.

### Rozsah výroby
V celosvětovém měřítku má dnes koncern John Deere celkem 49 výrobních a vývojových závodů, zaměstnává asi 34 500 pracovníků a v roce 2001 dosáhl jen v oboru výroby strojů ročního obratu 13,1 miliard dolarů. Do výzkumu a vývoje svých výrobků investuje firma více kolem 400 milionů dolarů ročně. Výsledkem je např. přes 60 nových typů traktorů a zemědělských strojů pro rok 2002.